# Робер Нузаре
Робер Нузаре (фр. Robert Nouzaret, нар. 29 вересня 1943, Марсель, Франція) — французький футболіст, що грав на позиції півзахисника. По завершенні ігрової кар'єри — тренер.
Володар Кубка Франції. 

## Ігрова кар'єра
У дорослому футболі дебютував 1964 року виступами за команду клубу «Ліон», в якій провів п'ять сезонів, взявши участь у 98 матчах чемпіонату. Згодом з 1969 по 1974 рік грав у складі команд клубів «Бордо», «Монпельє» та «Геньон». Завершив професійну ігрову кар'єру у клубі «Орлеан», за команду якого виступав протягом 1974—1976 років.

## Кар'єра тренера

### Початок
Першим клубом у тренерській кар'єрі Нузаре був «Орлеан», який він прийняв як граючий тренер, паралельно завершуючи в ньому активну ігрову кар'єру. Попрацювавши в «Орлеані» два роки, в 1976 році Нузаре був запрошений у «Монпельє» вперше в кар'єрі.
У «Монпельє» Нузаре працював чотири роки, до 1980 року. У той час клуб грав у третьому дивізіоні, Нузаре за сезон вивів його у другий. Протягом двох наступних років він підняв клуб на 6 і 5-ті місця в дивізіоні, а в 1980 вивів його до Дивізіону 1, але сам пішов з клубу. І прийняв на два роки скромний «Сен-Дьє», де працював два сезони до 1982 року. Після року в команді «Бурж» Нузаре повернувся в «Монпельє». На цей раз Нузаре довелося знову піднімати клуб з Дивізіону 2. Але тепер це йому не вдалося, клуб займав високі місця в таблиці, але вийти до Дивізіону 1 так і не зміг. У 1985 році він покинув «Моссон». Проте в послугах Нузаре був зацікавлений «Ліон», куди тренер і перейшов. Однак і в «Ліоні» сталася аналогічна ситуація - клуб займав верхні строчки але до Дивізіону 1 так і не пробився, програючи раз по разом у плей-оф. У 1988 році Нузаре звільнили з «Ліона».
У 1988 році Нузаре прийняв «Кан». Команда щойно вийшла до Дивізіону 1, але весь сезон 1988/89 років боролася за виживання, закінчивши сезон на 16-му місці. У наступному сезоні «Кан» закінчив чемпіонат на тій же позиції, і в 1990 році Нузаре пішов. Він повернувся в практично «рідний» йому «Монпельє», але вже як спортивний директор.

### Подальша кар'єра
У 1996 році Нузаре очолив збірну Кот-д'Івуару. Він керував збірною на Кубку Африканських Націй в 1996 році у ПАР, але «Слони» не змогли вийти з групи, де вони грали разом з Ганою, Тунісом і Мозамбіком. Збірна Нузаре зайняла 3-тє місце. Наступний КАН у 1998 році став для «Слонів» більш вдалим. Команда Нузаре з першого місця вийшла до плей-оф, випередивши ПАР, Анголу та Намібію. Однак в 1/4 фіналі Кот-д'Івуар потрапив на Єгипет і програв у серії післяматчевих пенальті (4:5), покинувши турнір. А Нузаре в перший раз покинув збірну Кот-д'Івуару.
Нузаре зосередився на роботі з французькими клубами, прийнявши «Сент-Етьєнн». Знову йому довелося піднімати клуб з другого дивізіону. Цього разу вдало, «Сент-Етьєн» вийшов до Дивізіону 1 з першого місця. Наступний сезон видався вдалим для іменитого клубу. Він зайняв 6 сходинку в Першому дивізіоні. Але третій сезон Нузаре біля керма «біло-зелених» став провалом, команда скотилася на 16-те місце і вилетіла з Дивізіону 1, уже без Нузаре.
А Нузаре прийняв на сезон «Тулузу», але за підсумками сезону 2000/01 року клуб, який закінчив чемпіонат внизу таблиці, через фінансові проблеми був знижений відразу в Національний дивізіон і позбавлений професійного статусу. Нузаре пішов й прийняв «Бастію», з якою завершив чемпіонат 2001/02 років на 11-му місці в Першому дивізіоні, проте Нузаре сам покинув клуб, попутно довівши його до фіналу Кубку Франції.
У 2002 році Нузаре вдруге прийняв збірну Кот-д'Івуару. Він керував нею на Кубку Африканських Націй у Малі, який вийшов провальним для «Слонів». Останнє місце в групі і одне очко, здобуте в матчі з Того. Проте Нузаре залишився, йому поставили завдання кваліфікувати Кот-д'Івуар на КАН-2004 в Тунісі. Однак «Слони» на цей турнір не потрапили і Нузаре звільнили.

### Останні роки
У лютому 2004 року Нузар повернувся до «Монпельє». Команда вилетіла у Лігу 2 і перед Нузаре було поставлене завдання повернути «Монпельє» в «еліту» французького футболу. Але Нузаре не зміг виконати це завдання, команда закінчила турнір в Лізі 2 на восьмому місці, і Нузаре пішов. Він недовго працював у «МК Алжир», допоки в 2006 році не прийняв збірну Гвінеї. Першим турніром для Нузаре на чолі збірної Гвінеї став КАН-2008 у Гані. Гвінея вийшла до плей-оф, посівши 2-ге місце у групі слідом за господарями турніру - збірної Гани. Але вже на стадії 1/4 гвінейці потрапили на колишню команду Нузаре - Кот-д'Івуар, і були розгромно биті з рахунком 0:5.
Наступний відбір був одночасно відбором і до ЧС, і до КАН. Гвінея добре пройшла перший етап, посівши перше місце в групі, але провалила другий етап, де Гвінея навпаки, стала останньою в групі, вигравши лише один матч. Нузаре був звільнений.
У 2010 році він очолив збірну Демократичної Республіки Конго, оголосивши, що це буде його останньою роботою перед завершенням кар'єри футбольного тренера.
31 серпня 2011 року головний тренер збірної ДР Конго Робер Нузаре подав у відставку після розбіжностей в поглядах з футбольною федерацією ДР Конго щодо свого французького помічника.

## Титули і досягнення
- Кубок Франції («Ліон»):
  -  Володар (1): 1966/67